# Легенда о морских дьяволах
«Легенда о морских дьяволах» (англ. Legend of the Sea Devils) — специальный эпизод британского телесериала «Доктор Кто». Премьера состоялась 17 апреля 2022 года на канале BBC One. Это пасхальный спецвыпуск и второй из трёх специальных выпусков в 2022 году, которые вышли после 13-го сезона. Сценарий серии написали Элла Роуд и Крис Чибнелл, режиссёр серии — Хаолу Ван.
Роль Тринадцатого Доктора исполнена актрисой Джоди Уиттакер, роли спутников Ясмин Хан и Дэна Льюиса — Мандип Гилл и Джон Бишоп. Главные антагонисты серии — морские дьяволы.

## Сюжет
В 1807 году в Китае пират госпожа Чжэн грабит деревню и при помощи драгоценного камня нечаянно освобождает морского дьявола Марсиссуса из плена в каменной статуе. Марсиссус убивает Ин Вая, отца юного Ин Ки, которому было поручено удерживать Марсиссуса. Доктор, Яс и Дэн прибывают на место, чтобы разобраться с Марсиссусом и исследовать деревню. Ин Ки и Дэн забирают драгоценный камень, разделяются и плывут на корабль Чжэн для отмщения. Чжэн раскрывает, что ищет сокровище легендарного моряка Цзи-Хуня (который исчез в поисках сокровища «Flor de la Mar») и хочет заплатить им за её похищенный экипаж. Морские дьяволы выпускают левиафана Хуа-Шэня на корабль Чжэн.
Доктор и Яс отправляют ТАРДИС назад во времени на 274 года и видят, как морской дьявол предаёт Цзи-Хуня на борту его корабля. Вернувшись в 1807 год, они безуспешно пытаются найти обломки того корабля. Хуа-Шэнь уносит ТАРДИС в подводное логово морских дьяволов. Морские дьяволы ищут драгоценный камень, Ключевой камень, чтобы претворить свои планы в жизнь. Притворившись, что он у них, Доктор и Яс заходят на корабль Цзи-Хуня, который был усовершенствован инопланетной техникой. Им показывают Цзи-Хуня в состоянии стазиса. Он рассказывает, что обманом заключил с морскими дьяволами сделку. Марсиссус раскрывает блеф Доктора, говоря, что Хуа-Шэнь нашёл Ключевой камень.
Цзи-Хунь, Доктор и Яс поднимаются на корабль Чжэн. Цзи-Хунь узнаёт, что Ин Ки — потомок его самого верного товарища по экипажу Лэя Бао, и говорит, что передал Ключевой камень Лэю, который сбежал с корабля. Марсиссус забирает Ключевой камень у Ин Ки, а Доктор понимает, что морские дьяволы планируют с его помощью затопить Землю.
Герои сражаются с морскими дьяволами на борту корабля Чжэн. Доктор вмешивается в технику корабля Цзи-Хуня, но для уничтожения требуется удерживать вместе два кабеля. Доктор желает остаться, чтобы остальные спаслись, но вместо неё собой жертвует Цзи-Хунь.
Госпожа Чжэн заявляет, что забрали достаточно сокровищ, чтобы заплатить выкуп, и приглашает Ин Ки стать членом экипажа. Доктор отвозит Яс и Дэна на берег. Дэн оставляет сообщение своей возлюбленной Диане и удивляется, когда она ему перезванивает. Доктор, признав на корабле Цзи-Хуня чувства со стороны Яс, выражает той своё желание, чтобы у них было больше времени вместе.

## Производство

### Разработка
Серия написана новой сценаристкой Эллой Роуд, а также шоураннером сериала Крисом Чибнеллом. В серии произошло возвращение морских дьяволов впервые с серии «Воины из глубины» (1984).

### Кастинг
Джоди Уиттакер исполнила главную роль Тринадцатого Доктора вместе с Мандип Гилл в роли Ясмин Хан и Джоном Бишопом в роли Дэна Льюиса. Участие актёров Кристал Ю, Артура Ли и Марлоу Ча-Ривса было раскрыто с релизом трейлера к спецвыпуску в конце предыдущей серии «Канун далеков».

### Съёмки
Серия была снята режиссёром Хаолу Ван. Первые два спецвыпуска 2022 года снимались вместе с сериями 13-го сезона в одном производственном цикле. Съёмки этих двух спецвыпусков завершились в августе 2021 года.

### Маркетинг
В качестве рекламирования серии на официальном канале сериала на YouTube шотландский музыкант Нейтан Эванс исполнил адаптацию морской баллады «Soon May the Wellerman Come».

## Показ и критика
| Агрегированные оценки            | Агрегированные оценки |
| Источник                         | Рейтинг               |
| -------------------------------- | --------------------- |
| Rotten Tomatoes (Tomatometer)    | 50 %                  |
| Rotten Tomatoes (средняя оценка) | 4,9/10                |
| Metacritic                       | 51/100                |
| Оценки критиков                  |                       |
| Источник                         | Рейтинг               |
| Evening Standard                 | [ 7 ]                 |
| i                                | [ 8 ]                 |
| Radio Times                      | [ 9 ]                 |
| The Guardian                     | [ 10 ]                |
| The Independent                  | [ 11 ]                |
| The Telegraph                    | [ 12 ]                |

### Показ
Премьера серии состоялась 17 апреля 2022 года (западная Пасха) на канале BBC One и является вторым из трёх специальных эпизодов 2022 года.

### Рейтинги
Серию за вечер посмотрело 2,2 миллиона человек, и она стала одиннадцатой по просмотрам программой дня. Серия получила индекс оценки 76 из 100. Окончательный рейтинг спустя неделю составил 3,47 миллионов зрителей, что стало самым низким показателем за историю возрождённого сериала с 2005 года и вторым за всю историю сериала после первого эпизода серии «Поле брани» (1989), который посмотрело 3,1 миллиона зрителей.

### Критика
На агрегаторе рецензий Rotten Tomatoes 50 % из 8 критиков дали серии положительный отзыв. Средний рейтинг составил 4,9 из 10. На другом агрегаторе, Metacritic, серия получила среднюю взвешенную оценку 51 на основе шести рецензий, отмечая «смешанные или средние отзывы». Бенджи Уилсон из «The Daily Telegraph» сказал, что его детям морские дьяволы показались «милыми», что разрушает желаемый страх в серии. Однако он похвалил «возникающие отношения между Доктором и Яс», отметив, что взаимодействие между двумя персонажами было «искренне трогательным».
Наградив серию тремя звёздами из пяти, Мартин Белам из «The Guardian» сказал, что серия «обещала бесшабашный пасхальный спецвыпуск и отчасти успешно», но показалось, что сцены между Доктором и Яс в конце были «не совсем убедительны».

## Выпуск на DVD и Blu-ray
Спецвыпуски «Канун далеков» и «Легенда о морских дьяволах» вышли вместе на DVD и Blu-ray в регионе 2/B 23 мая 2022 года, в регионе 1/A — 28 июня 2022 года и в регионе 4/B — 13 июля 2022 года. Серия входит в комплект со спецвыпусками 2022 года, который вышел в регионе 2/B 7 ноября 2022 года.

## Саундтрек
Избранные саундтреки были выпущены в цифровом формате 9 декабря 2022 года. 13 января 2023 года выпущен альбом, содержащий саундтреки из всех трёх спецвыпусков 2022 года.